# The Transformers
«The Transformers» (рус. Трансформеры, неофициально — «Transformers: Generation 1») — самый первый мультсериал о трансформерах — разумных роботах с планеты Кибертрон, способных превращаться (трансформироваться) в машины, оружие и другую технику.

## Список серий
| Сезон      | Серии      | Серии      | Даты показа      | Даты показа     |
| Сезон      | Серии      | Серии      | Первая серия     | Последняя серия |
| ---------- | ---------- | ---------- | ---------------- | --------------- |
| 1          | 16         | 16         | 17 сентября 1984 | 15 декабря 1984 |
| 2          | 49         | 49         | 23 сентября 1985 | 9 января 1986   |
| Мультфильм | Мультфильм | Мультфильм | 8 августа 1986   | 8 августа 1986  |
| 3          | 30         | 30         | 15 сентября 1986 | 25 февраля 1987 |
| 4          | 3          | 3          | 9 ноября 1987    | 11 ноября 1987  |

## Сезоны

### Первый сезон
Первый сезон мультсериала состоял из 16 серий, нарисованных известной японской студией мультипликации Toei Animation, которые появились на телеэкранах США в сентябре 1984 года. Три первые серии были объединены в своего рода мини-сериал под общим названием «Не всё так просто». Показ сезона продолжался до декабря 1984 года.

### Второй сезон
После успеха первого сезона второй сезон состоял уже из 49 эпизодов. Каждый из эпизодов представлял собой самостоятельную историю, главным героем которой был кто-нибудь из трансформеров.

### Transformers: The Movie
Летом 1986 года полнометражный мультфильм «Трансформеры: Кино» вышел на экраны кинотеатров. Он не был успешным в прокате, но получил широкую популярность среди поклонников сериала благодаря качественной прорисовке, известным актёрам и заявкой на серьёзный сюжет. Действие фильма происходило в будущем (для того времени), в 2005 году.

### Третий сезон
Третий сезон продолжил сюжет фильма «Трансформеры: Кино» и дебютировал в сентябре 1986 года, продолжаясь по ноябрь того года. Половина эпизодов сезона снималось корейской студией мультипликации AKOM и были допущены частые ошибки мультипликации и тусклая визуализация, но, несмотря на это, внешний вид сезона изменился в лучшую сторону.

### Четвёртый сезон
Четвёртый сезон начался и закончился в ноябре 1987 года и состоял из 3 частей серии «Возрождение» (Rebirth).
В новом сезоне начальная песня не изменилась, хотя кадры в ней частично были взяты из третьего сезона.

### Пятый сезон
Пятый сезон «Трансформеров», по сути дела, представляет собой коллаж, объединяющий 15 серий из различных сезонов (преимущественно третьего), а также полнометражный фильм, разбитый на 5 серий (итого, получилось 20 серий). Сами серии не имели отличий от предыдущих версий, но перед каждой серией был добавлен фрагмент, в котором Оптимус Прайм (выполненный в виде аниматронной куклы) встречается с настоящим мальчиком Томми Кеннеди, чтобы рассказать ему старые истории о трансформерах.

## Сюжет
Первый сезон
Миллионы лет назад на металлической планете под названием Кибертрон зародилась и стала развиваться раса трансформеров — разумных роботов, способных думать, чувствовать и осознавать окружающий мир. Эта раса была разделена на два основных клана — автоботы и десептиконы. Автоботы вместе с их лидером Оптимусом Праймом желали мира и гармонии. Десептиконы под руководством Мегатрона жаждали властвовать во Вселенной. Оба клана воевали между собой, борясь за превосходство на планете.
Из-за многовековой войны у обоих кланов начала заканчиваться энергия, и автоботы создали космический корабль «Арк» для поиска новых источников энергии. Но десептиконы на своём корабле «Немезида» догнали их в поясе астероидов и взяли «Арк» на абордаж. В результате схватки оба корабля потеряли управление и потерпели крушение на доисторической Земле — «Арк» врезался в бездействующий вулкан, а корабль десептиконов рухнул в океан.
Четыре миллиона лет роботы на «Арке» находились в дезактивированном состоянии, пока в 1984 году вулкан не пробудился и не включил бортовой компьютер «Телетрон 1». Компьютер начал ремонтировать роботов и заодно сканировать местную технику, чтобы трансформеры могли замаскироваться в этом мире.
Приняв земное обличие, автоботы и десептиконы продолжили войну между собой. Десептиконы стремились забрать все ресурсы с Земли и превратить их в энергон, а автоботы мешали им, защищая Человечество. Несмотря на попытки сопротивления со стороны землян, десептиконы весьма преуспели в похищении ресурсов и смогли построить новый космический крейсер, но вмешательство автоботов помешало им сбежать с Земли: их новый корабль тоже был затоплен, и десептиконам пришлось фактически начинать всё почти с нуля. Однако им вскоре удалось построить «космический мост», позволяющий перемещаться с планеты на планету, вследствие чего силы сторон опять примерно сравнялись.
Второй сезон
Приняв в целях маскировки облик земной техники, благородные автоботы и жестокие десептиконы продолжают свою бесконечную войну. Десептиконы во главе с Мегатроном стремятся завладеть всеми энергоресурсами Земли и поработить её жителей, а автоботы под руководством своего командира Оптимуса Прайма всеми силами стараются им помешать.
Третий сезон
С появлением нового сценариста (Флинт Дилл) сериал взял курс на научно-фантастическую ориентацию, с более мрачным сюжетом. Основное его действие происходило уже не на Земле, а на других планетах и в космосе.
…После того, как был уничтожен Юникрон, десептиконы, оставшись без лидера и с низким уровнем энергона, покинули Кибертрон и отступили к сожжённой планете Чарр. Они находились там до тех пор, пока Циклонус (Циклон) не обнаружил, что Гальватрон остался жив. После возвращения Гальватрона десептиконы вновь атаковали автоботов с целью захвата Кибертрона.
В это время и у автоботов, и у десептиконов появился новый враг — квинтессоны. Некогда они были создателями первых трансформеров, а Кибертрон был их фабрикой. Квинтессоны многие века держали свои создания в рабстве и жестоко угнетали их, пока те не восстали против своих хозяев и не вышвырнули их с Кибертрона. С тех пор квинтессоны люто возненавидели всех трансформеров и старались истреблять их при каждом удобном случае. Они так жаждали мести, что пожертвовали даже своим собственным домом — планетой Квинтесса, лишь бы уничтожить нескольких оказавшихся там трансформеров. В итоге квинтессонам удалось, используя вражду между десептиконами и автоботами, на некоторое время вернуться на Кибертрон. Но всё же они в конце концов были повержены Спайком Уитвики (к этому времени уже взрослым), так как теории исследования вероятности и общей логики квинтессонов не смогли предугадать эмоциональные действия человека.
После победы над квинтессонами война между автоботами и десептиконами разгорелась с новой силой. Но теперь она шла в основном не на Земле, а в других районах Галактики.
В 2006 году во Вселенную была выпущена Чума Ненависти. Эта болезнь могла поразить и человека, и трансформера, угрожая уничтожить всё и всех. В конечном итоге даже сам Родаймес Прайм был заражён. Скайлинкс спас одного квинтессона от заражения и по приказу Родаймеса доставил его в лабораторию на Земле, чтобы оживить Оптимуса Прайма. Ему это удалось, и Прайм, отняв Матрицу у заражённого Родаймеса, воспользовался её силой для прекращения чумы во вселенной. Сила Матрицы после этого иссякла (однако уже через несколько месяцев она восстановилась настолько, чтобы её энергии хватило на активацию Вектора Сигмы).
Оптимус Прайм вновь стал лидером автоботов и поклялся сдерживать десептиконов вечно.
Четвёртый сезон
Сюжет сезона рассказывает о том, что наконец-то окончилась война на Кибертроне, и там воцарился мир и порядок, но десептиконы не были повержены, и они готовились к своему возвращению. Арси и Дэниел (сын Спайка) стали Хэдмастером (Властоголов), в то время как Спайк на пару с Церебросом трансформировались в голову Крепыша Максимуса. Кап, Хот Род, Блэр, Циклонус и Скурдж стали Таргетмастерами (Властооружцы). После того как трансформеры открыли планету Небьюлон, к автоботам присоединился Горт вместе с своими борцами за свободу — Аркана, Стайлор (Сталевар), Дурос (Герой), ХайВаир (Эсквайр), ПайнтПойнтер (Пикнометр), ФаэрБолт (Форсажник), ПисМэйкер (Миротворец), СпойлСпорт (Споровик) и РиКойл (Рикошет), а к Десептиконам присоединилась организация Улей, чьим лидером был Лорд Зарак (позже ставший головой Скорпонока). Кроме лорда Зарака, в Улей входили Волрэт, Гракс, Монзо, Спазма (Скромник), Кранк (Драчун), НайтСтик (Джойстик), ЭймЛес, Фрэкас (Прикус), КалиБёрст (Калиброс) и БлоуПайп (Взрывной).

## Персонажи

### Персонажи первого сезона
В начальных сериях сезона зрителям были представлены практически все главные герои сериала. Имена многих персонажей получили дословный перевод в озвучивании телеканала СТС, который спустя много лет и множества сезонов спустя стал одним из главных мемов сообщества фанатов «Трансформеров».

| - Оптимус Прайм \ Орион Пакс \ «Орион Мирный» - Бамблби \ «Шершень» - Рэтчет \ «Храповик» - Арси - Айронхайд \ «Броневик» - Уилджек \ «Гонщик» - Джаз - Джетфайер \ «Истребитель» \ «Скайфайер» - Клиффджампер \ «Скалолаз» - Мираж - Сайдсвайп \ «Апперкот» - Броун \ «Силач» - Гирс \ «Привод» - Хаффер \ «Нытик» - Уиндчарджер \ «Разрядник» - Блюстрик \ «Молневик» - Хаунд \ «Охотник» - Проул \ «Сыщик» - Санстрикер \ «Мерцатель» - Трэйлбрэйкер \ «Следопыт» - Хаулер \ «Большегруз» - Ариэль (в общем каноне более известна как Элита-1) - Альфа Трион - Дион - Блюр \ «Блэр» - Пауэрглайд \ «Ветрорез» - Хойст \ «Тягач» - Девкон \ «Пистон» - Граппл \ «Гранит» - Инферно \ «Водомёт» - Рэд Алёрт \ «Паникёр» - Персэптор \ «Микроскоп» - Бичбомбер \ «Шезлонг» - Варпат \ «Томогавк» - Тракс \ «Крах» - Омега Суприм \ «Омегатор» - Ультра-Магнус - Родимус Прайм \ Хот Род \ «Патрон» - Вили - Метроплекс - Компьютрон - Кап \ «Ворчун» - Голдбаг \ «Золотой Гигант» - Аутбэк \ «Дикарь» - Пайпс \ «Гудок» - Рэк-Гар \ «Ремонтник» - Спрингер \ «Спринтер» - Скай Линкс \ «Бравый» - Сэндсторм \ «Затвор» - Броудсайд \ «Крутой» Диноботы - Гримлок \ «Смельчак» - Слэг - Сладж - Снарл - Свуп - Слэш - Скар - Пэддлз - Гриммастер Аэроботы - Суперион — автобот-гештальт, в которого объединяются все Аэроботы: - Сильверболт \ «Арбалет» - Эйр Рэйд \ «Налётчик» - Скайдайв \ «Пикировщик» - Файрфлайт \ «Огнемёт» - Слингшот \ «Рогатка» Протэктоботы - Дефенсор \ «Детектор» — гештальт, в которого объединяются Протэктоботы: - Хот Спот \ «Копмот» - Стритвайз \ «Пролаза» - Грув \ «Друг» - Фёрст Айд \ «Верстак» - Блэйдз \ «Порез» Техноботы - Скаттэршот \ «Револьвер» - Лайтспид \ «Световик» - Ноускоун \ «Косинус» - Стрэйф \ «Штраф» - Афтэрбёрнэр \ «Астрофакел» Автоботы-кассетники - Рэмхорн \ «Бодун» - Стилджо \ «Стальной» - Ревайнд \ «Ревёрс» | - Мегатрон - Старскрим \ «Скандалист» - Шоквэйв \ «Взрывала» - Саундвэйв \ «Бархан» - Рефлектор — десептикон-гештальт, в которого объединяются следующие десептиконы: - Вьюфайндэр - Спектро - Спайгласс - Блицвинг \ «Разряд» - Астротрэйн \ «Астропоезд» - Гальватрон - Триптикон - Блот - Циклонус \ «Циклон» - Скурдж \ «Кнут» - Октэйн \ «Октан» Террорконы - Абоминус \ «Обломиус» — гештальт, в которого объединяются Террорконы: - Хан-Гарр \ «Голод» - Рипперснаппер \ «Шрам» - Синнертвин \ «Ожог» - Каттроут \ «Громкоголосый» - Блот \ «Блад» Предаконы \ «Вредиконы» - Предакинг \ «Вредитель» - Рэйзорклау \ «Резакла» - Дайвбомб \ «Перевал» - Хэдстронг \ «Прятолоб» - Рэмпэйдж \ «Натиск» - Тантрум \ «Припадок» Сикеры \ «Ищейки» - Скайварп \ «Деформер» - Тандеркрэкер \ «Громовержец» - Дирдж \ «Гробовщик» \ «Смерть» - Траст \ «Колун» - Рэмджэт \ «Ревун» - Слипстрим \ «Скользодуй» - Рэд Винг \ «Краснокрыл» - Скайдайв \ «Парашютист» Комбатиконы \ «Боевиконы» - Брутикус \ «Грубикус» — десептикон-гештальт, в которого объединяются следующие десептиконы: - Онслот \ «Осилок» - Свиндл \ «Фингал» - Вортекс \ «Вихрь» - Бласт Офф \ «Взрыв» - Броул \ «Гром» Стантиконы \ «Эффектиконы» - Менейзор \ «Мехазавр» — десептикон-гештальт, в которого объединяются многие Стантиконы: - Брэйкдаун \ «Крушитель» - Мотормастер \ «Мотомастер» - Дэд Энд \ «Тупик» \ «Чёрт» - Вайлдрайдер \ «Безумец» - Дрэгстрип \ «Ручник» - Оффроуд \ "" - Блэкджэк \ "" Конструктиконы - Девастатор \ «Разрушитель» — десептикон-гештальт, состоящий из шести нижеперечисленных конструктиконов: - Скреппер \ «Скребок» - Лонг Хоул \ «Большегруз» - Миксмастер \ «Смеситель» - Боункрашер \ «Бульдозер» - Скэвенджер \ «Мусорщик» - Хук \ «Крюк» Другие конструктиконы: - Хайтауэр \ «Высокострой» - Скуп \ «Совок» - Хоулер \ «Ревун» Миниконы Саундвейва, они же «Шпионы — кассеты» - Лазербик \ «Лазерник» \ «Лазерный Клюв» - Рэвэдж \ «Грабитель» - Баззсоу \ «Лобзик» - Рамбл \ «Громила» - Фрэнзи \ «Дикий» - Рэтбэт \ «Крысак» Инсектиконы - Кикбэк \ «Прыгун» - Бомбшелл \ «Бомбомёт» - Шрапнель Стражницы - Мегатрония — десептиконша-гештальт, в которую объединяются все Стражницы: - Мегаэмпресс - Мунхарт - Лунаклаб - Флоуспейд - Трикдаймонд Военный патруль - Бомбшок - Дропшот - Трэйсер - Гроул | - Юникрон - Спайк Уитвики - Чип Чейз - Факел Уитвики - Джефф - Луиза - Махараджа, правитель Индии - Строитель Джо - Неназванный напарник Джо |

### Персонажи второго сезона
Сезон был ознаменован появлением целой плеяды новых персонажей, большинство из которых стали главными героями отдельных серий. 
Новые Автоботы:
- Пауэрглайд (Ветрорез), Сиспрэй (Спасатель), Ворпас (Томагавк), Грэпл (Гранит), Хойст (Тягач), Ред Алерт (Паникёр), Инферно (Водомёт) — в серии 30 «Остров Диноботов (Часть 1)»;
- Бичкомбер (Шезлонг), Космос, Скидс (Тормоз), Смоукскрин (Дымовик), Тракс (Крах), учёный Персептор (Микроскоп), защитная база Омега Суприм (Омегатор) и антагонист Саундвейва — Бластер;
- Дэвкон (Пистон), сыщик Автоботов — только в серии 47 «Игрок».

Люди:
- Карли — подруга Спайка и его будущая жена (в серии 22 «Блокиратор»);
- Рауль — уличный подросток (в серии 43 «Настоящая дружба»).

Новые Десептиконы:
- Дёрдж (Гробовщик/Смерть), Рэмджет (Ревун), Траст (Колун), и трёхрежимники — Блицвинг (Разряд) и Астротрэйн (Астропоезд).

Под конец сезона появилось ещё четыре команды роботов (по две от каждой из противоборствующих сторон):
- Стантиконы (Эффектиконы) — Мотормастер (Мотомастер), Дэд Энд (Тупик/Чёрт), Вайлд Райдер (Безумец), Брейкдаун (Крушитель), Дрэгстрип (Ручник), гештальт — Менейсор (Мегазавр) — в серии 56 «Ключ от Сигма Компьютера (Часть 1)»;
- Аэроботы — Сильверболт (Арбалет), Скайдайв (Пикиро́вщик), Эйррейд (Налётчик), Файерфлайт (Огнемёт), Слингшот (Рогатка), гештальт — Суперион — в серии 57 «Ключ от Сигма Компьютера (Часть 2)»;
- Комбатиконы (Боевиконы) — Онслот (Осилок), Броул (Гром), Свиндл (Фингал), Бласт Офф (Взрыв), Вортекс (Вихрь), гештальт — Брутикус (Грубикус) — в серии 58 «Воздушная атака»;
- Протектоботы (Спасатели) — Хот Спот (Капот), Стритвайз (Пролаза), Грув (Друг), Блэйдс (Порез), Фёрст Эйд (Санитар), гештальт — Дефенсор (Детектор) — в серии 65 «Б.О.Т.».

Игрушки второго сезона производились компанией Takara (серии Diaclone и Microman) в 1985 году. Однако игрушки, изображавшие Аэроботов, Конструктиконов, Боевиконов и Протектоботов, из-за приостановки серии Diaclone начали производиться только год спустя, в 1986 году.

### Персонажи Transformers: The Movie
В свободном от ограничений телевидения фильме было много смертей, которые придали фильму несвойственную сериалу драматичность. Погибли из автоботов — Оптимус Прайм, Броун, Айронхайд, Рэтчет, Уилджек, Уиндчарджер, Проул, Хаффер, Ред Алерт, из числа десептиконов — Старскрим и Шоквейв(стоит заметить, что в полнометражном мультфильме убили только тех персонажей, игрушки которых прекратили производить). Мегатрон, Скайварп, Тандеркрэкер и Инсектиконы были преобразованы в Гальватрона, Циклонуса, Скурджа и Свипов огромным трансформером-планетой Юникроном. Ясно, что Мегатрон и Тандеркрэкер стали Гальватроном и Скурджем, но до сих пор фаны спорят, кто такой Циклонус — Бомбшелл или Скайварп. Под конец фильма Хот Род использует Матрицу Лидерства для уничтожения Юникрона, спасения Кибертрона; при этом сам он превратился в Родаймеса Прайма, нового лидера автоботов, каковым и оставался до возвращения Оптимуса Прайма в третьем сезоне. В фильме также участвовали взрослый Спайк Уитвики и его родной сын Дэниел.

### Персонажи третьего сезона
Главные герои сезона — персонажи кинофильма: Новый лидер автоботов Родаймес Прайм, Кап (Ворчун), Блэр, девушка-автобот Арси, заместитель командира Ультра Магнус, автоботы-трёхрежимники — Спрингер (Спринтер), Сэндсторм (Затвор) и Бродсайд (Крутой), лидер Джанкионов — Рек-Гар (Ремонтник), молодой автобот Уили (Вили); десептиконы Гальватрон, Циклонус (Циклон), Скурдж (Кнут).
Новые роботы, появившиеся в 3-м сезоне:
- Автоботы: космический шаттл автоботов Скайлинкс (Бравый), шпионы-кассеты автоботов — Стилджо (Стальной), Реверс, Рэмхорн и Эффект. Аутбэк (Дикарь), Пайпс (Гудок), Свёрв, Тейлгейт, Техноботы (Скатторшот (Револьвер), Афтербарнер (Астрофакел), Лайтспид (Световик), Ноускоун (Косинус), Стрейф (Штраф), гештальт-Компьютрон), Дроссельботы (Чейз, Фривей, Роллбар, Сёрчлайт, Вайд Лоад, Голдбаг (Золотой Жук) — бывший Бамблби);
- Десептиконы: десептикон-трёхрежимник Октан, Предаконы (Вредиконы) (Резакла, Прямолоб, Перевал, Тантрум (Буйвол), Рэмпейдж (Натиск), гештальт-Предакинг (Вредитель), Шарктиконы, Террорконы, (Хан-грр, Блот, Каттроут, РипперСнэппер, Синнертвин, гештальт-Абоминус (Обломиус)), новые шпионы-кассеты десептиконов Рэтбет (Крысак), Оверкил, Слагфест, два БэтлЧенджера — Ранамак и Ранэбаут;
- Люди: командир команды защиты Земли — Мариса Фэйрборн и Абдул Факкади — диктатор арабского государства Карбомбия.

Несмотря на все нововведения, фанаты ожидали возвращения Оптимуса Прайма, погибшего в фильме. В феврале 1987 года требование было удовлетворено. Также вернули Старскрима как призрака, и голову Юникрона, которая летает вокруг Кибертрона. Карли стала женой Спайка и матерью Дэниела. Появились Квинтессоны — создатели Кибертрона и трансформеров, одинаково враждебные как автоботам, так и десептиконам.

### Персонажи четвёртого сезона
Сюжет нового сезона был написан Дэвидом Вайсом, он проявил немалую фантазию и ввёл в мультсериал новые типы трансформеров: Хэдмастеры (Властоголовы) (Автоботы (Цереброс (Крепыш Максимус), Брэйнсторм (Фантазёр), Хромдом (Хром), Хайброу (Умник) и Хардхэд (Твердолоб)), Десептиконы (Дурман, Костолом и Бешеный Волк, а также трёхрежимники Эйпфейс (Горилл), Хвостозавр)) и Таргетмастеры (Властооружцы) (Автоботы (Поинтблэнк, Шуршот и Кроссхэирс), Десептиконы (Триггерхэпи, Мисфаэр и Слагслингер)), а также Хэдмастеры городов-трансформеров — Крепыш Максимус и Скорпонок, клонов Автоботов (Фэстлэйн, Клаудрэйкер и клонов Десептиконов Паунс и Вингспен), двойной агент Автобот — Панч/Контерпанч и шестирежимник десептиконов — СиксШот (Шестизарядник).

## Музыкальная тема сериала
В этом сезоне впервые прозвучала песня «The Transformers» (авторы — Энн Брайент и Форд Киндер); она сопровождала заставку каждой серии, а впоследствии стала своего рода музыкальным эпиграфом практически всей эпопеи о трансформерах.

| Оригинальный текст: The Transformers! Robots in Disguise! The Transformers! More than meets the eye! Autobots wage their battle To destroy the evil forces of The Decepticons! The Transformers! Robots in Disguise! The Transformers! More than meets the eye! The Transformers! | Дословный перевод: Трансформеры! Роботы в маскировке! Трансформеры! Больше, чем видно глазу! Автоботы ведут свою битву, Чтобы сокрушить злые силы Десептиконов! Трансформеры! Роботы в маскировке! Трансформеры! Больше, чем видно глазу! Трансформеры! | Рифмованный перевод: Трансформеры! Скрытые от глаз… Трансформеры — Мы живём средь вас. Миллионы лет мы свой бой ведём, Бой добра со злом — С десептиконами! Трансформеры! Скрытые от глаз… Трансформеры — Мы живём средь вас. Трансформеры! |

## Transformers: Scramble City
«Transformers: Scramble City» является специальным эпизодом, выпущенный как OVA в Японии в апреле 1986 года. Эпизод был создан как рекламный видеоролик для новой линейки игрушек «Scramble City», и кассеты были упакованы с наборами игрушек. Несмотря на твердое убеждение (например, высказанное в бонусном комментарии на DVD к 20-й годовщине этого эпизода), оно не предназначалось для ознакомления японской аудитории с новыми персонажами из мультфильма «Трансформеры» (учитывая, что Ультра Магнус, Рамхорн, Стилджо и Рэтбэт — единственные из мультфильма, которые в нём фигурируют). Хронологически события эпизода происходят за годы до мультфильма, на ранних этапах строительства Метроплекса.

### Роли
| Актёр             | Роль                           |
| ----------------- | ------------------------------ |
| Тэссё Гэнда       | Оптимус Прайм                  |
| Осаму Сака        | Уилджек                        |
| Томомити Нисимура | Сильверболт, Суперион          |
| Кэйити Намба      | Бластер                        |
| Бандзё Гинга      | Ультра Магнус                  |
| Сэйдзо Като       | Мегатрон, Девастатор           |
| Хиротака Судзуоки | Старскрим                      |
| Ю Симака          | Брутикус, Онслот, Тандеркрэкер |

| Актёр           | Роль                                                   |
| --------------- | ------------------------------------------------------ |
| Кодзи Тотани    | Мотормастер, Менейсор                                  |
| Ёку Сиоя        | Бамблби, Файерфлайт                                    |
| Такуро Китагава | Скайдайв, Ворпас, Миксмастер, Скэвенджер               |
| Масаси Эбара    | Телетрон 1, Скайварп                                   |
| Сё Хаями        | Бласт Офф, Боункрашер, Айронхайд, Тракс, Спайк Уитвики |
| Кэн Сирояма     | Рэтбет                                                 |
| Тосио Исии      | Джаз, Лонг Хоул                                        |
| Иссэй Масамунэ  | рассказчик, Саундвейв                                  |

### Сюжет
Автоботы строят город под руководительством Ультра Магнуса. Когда десептиконы узнают об этом, их гештальты развертываются для атаки, и начинается битва между ними и автоботами, в которой основное внимание уделяется их «силе схватки» — взаимозаменяемости отдельных конечностей — до такой степени, что в какой-то момент происходит сбой. Стантиконы трансформируются в Супериона, чтобы атаковать автоботов. В финале Scramble City активируется и принимает свой роботизированный режим Метроплекс, чтобы разгромить десептиконов. Однако из глубин океана поднимается собственный город десептиконов — Триптикон.
Этот захватывающий сюжет так и не был завершен, поскольку не было прямого продолжения. Был выпущен расширенный рекламный ролик под названием Scramble City Toys, которого ошибочно называют Scramble City 2, но вместо того, чтобы завершать захватывающий сюжет, он пересказывал Scramble City посредством покадровой анимации самих игрушек с одним дополнением — введением Гальватрона, ошибочно представленного солдата Мегатрона, а не как воссозданного лидера десептиконов.

### Саундтрек
Слова и музыка всех песен — Акира Оцу.
| №                   | Название            | Исполнитель         | Длительность |
| ------------------- | ------------------- | ------------------- | ------------ |
| 1.                  | «Transformer»       | Сатоко Симонари     | 1:19         |
| 2.                  | «Peace Again»       | Сатоко Симонари     | 1:00         |
| Общая длительность: | Общая длительность: | Общая длительность: | 2:19         |

### Факты
- «Scramble City» — это часть японской франшизы, а не американской. Scramble City Toys не является частью ни того, ни другого, а представляет собой просто рекламу игрушек.
- В эпизоде первые семь минут состоят из переработанных кадров 3-х пилотных и 11-го эпизода 2 сезона «Горе-строители». Далее следует логотип эпизода, и следующие пятнадцать минут состоят из оригинальной японской анимации. Финал состоит из большого количества кадров, взятых из ранее упомянутых эпизодов с музыкой и японскими названиями.
- В 2007 году «Scramble City» был выпущен с полностью оригинальной японской озвучкой и субтитрами (с дополнительными комментариями фанатов) к версии фильма «Ultimate Edition» для региона 2. Тем не менее, источник видео был взят из неофициальной копии с любительскими субтитрами и обрезанным экраном. Кроме того, плохое преобразование стандартов из NTSC в PAL привело к появлению зелёного оттенка на изображении, из-за чего оно выглядело хуже, чем распространяемые нелицензионные копии.

## Заметки
1. ↑  Руководящий продюсер (2–3 сезоны)